# Жерар, Шарль (актёр)
Шарль Жера́р (наст. фамилия Аджемян, фр. Charles Gérard, Charles Atchémian, 1 декабря 1922 — 19 сентября 2019) — французский киноактёр армянского происхождения, мастер эпизода, актёр второго плана.

## Биография
Родился в армянской семье в Константинополе. Его родители вместе с одним царским генералом бежали в 1920 году в Стамбул после установления большевистской власти и образования Советской Армении. Из Стамбула Аджемяны перебрались, как и множество беженцев-армян, в Марсель, а позже обосновались в пригороде Парижа. Родители Шарля погибли в 1942 году, во время немецкой оккупации Франции, и юноша начал добывать средства для существования, боксируя за деньги. Именно в те годы Шарль Жерар свёл дружбу с Жаном-Полем Бельмондо, с которым они вместе занимались боксом в одном клубе «Авила».
Часто выступал в комическом амплуа. Играл вместе с Жаном-Полем Бельмондо (чьим лучшим другом он был более семидесяти лет, до самой смерти), Пьером Ришаром, Лино Вентурой. Снимался в фильмах Клода Зиди, Франсиса Вебера. Один из любимых актёров Клода Лелуша — сыграл в 18 картинах режиссёра, который вспоминал о нём в своей автобиографии: «Очень скоро он меня очаровал. Никто не может устоять против него. Шарло с его лицом древнеегипетского писца, с мягкой походкой и врождённой лёгкостью в общении обладает обаянием, благодаря которому он всех прибирает к рукам».
Скончался в Париже 19 сентября 2019 года.

## Фильмография
- 1957 — Все хотят меня убить / Tous peuvent me tuer
- 1970 — Мошенник / Негодяй / Le Voyou; режиссёр Клод Лелуш
- 1971 — Смик Смак Смок / Smic Smac Smoc; режиссёр Клод Лелуш
- 1971 — Это случается только с другими / Ça n’arrive qu’aux autres; режиссёр Надин Трентиньян
- 1972 — Приключение — это приключение / L’aventure, c’est l’aventure; режиссёр Клод Лелуш
- 1973 — С Новым годом! / La Bonne Année; режиссёр Клод Лелуш
- 1973 — Un homme libre; режиссёр Роберто Мюллер
- 1973 — Дикий Запад / Le Far-West; режиссёр Жак Брель
- 1974 — Вся жизнь / Toute une vie; режиссёр Клод Лелуш
- 1974 — Пощёчина / La gifle; режиссёр Клод Пиното
- 1974 — Брак (Узы брака) / Mariage; режиссёр Клод Лелуш
- 1975 — Праздничный день / Большой базар / Un jour, la fête; режиссёр Пьер Сиссе
- 1975 — Неисправимый /Рауль/, режиссёр Филипп де Брока
- 1976 — Труп моего врага / Le Corps de mon ennemi; режиссёр Анри Верней
- 1976 — Игрушка / Le Jouet; режиссёр Франсис Вебер
- 1977 — Чудовище / L’Animal; режиссёр Клод Зиди
- 1978 — Не плачь / Ne pleure pas; режиссёр Жак Эрто
- 1978 — Новобранцы в пансионе / Les bidasses au pensionnat; режиссёр Мишель Вокоре
- 1978 — Les Ringards; режиссёр Робер Пуаре
- 1979 — C’est dingue… mais on y va; режиссёр Мишель Жерар
- 1979 — Les Givrés; режиссёр Ален Жапар
- 1979 — Кто есть кто / Полицейский или бандит / Flic ou Voyou; режиссёр Жорж Лотнер
- 1979 — Закусив удила / Le Mors aux dents; режиссёр Лоран Эйнеман
- 1979 — Шарло в изгнании / Les Charlots en delire; режиссёр Ален Баснье
- 1980 — C’est encore loin l’Amérique ?; режиссёр Роже Коджо
- 1980 — Игра в четыре руки / Le Guignolo; режиссёр Жорж Лотнер
- 1981 — Одни и другие / Болеро / Les uns et les autres (Bolero); режиссёр Клод Лелуш
- 1981 — Нефть! Нефть! / Pétrole ! Pétrole !; режиссёр Кристиан Жион
- 1982 — От кого бежит Давид? / Qu’est-ce qui fait courir David?; режиссёр Э. Чураки
- 1982 — Высшая школа / Выпускники последнего класса / Les Diplômés du dernier rang; режиссёр Кристиан Жион
- 1983 — Эдит и Марсель / Édith et Marcel; режиссёр Клод Лелуш
- 1984 — Ни с тобой, ни без тебя / Ni avec toi ni sans toi; режиссёр Ален Малин
- 1984 — Les Ferrailleurs des Lilas; режиссёр Жан-Поль Сасси
- 1984 — Да здравствует жизнь! / Viva la vie!; режиссёр Клод Лелуш
- 1984 — Свита / La Smala; режиссёр Жан-Лу Юбер
- 1985 — Уйти, вернуться / Partir, revenir; режиссёр Клод Лелуш
- 1985 — Прощай, барсук / Adieu blaireau; режиссёр Боб Деку
- 1986 — Внимание, бандиты! / Attencion Bandits!; режиссёр Клод Лелуш
- 1986 — Мужчина и женщина: двадцать лет спустя / Un homme et une femme, 20 ans déjà; режиссёр Клод Лелуш
- 1986 — Камикадзе / Kamikaze; режиссёр Дидье Груссе
- 1987 — Клуб встреч / Club de rencontres; режиссёр Мишель Ланг
- 1989 — France images d’une revolution; режиссёр Алек Костандинос
- 1989 — Комиссар Мулен / Commissaire Moulin; режиссёр Ив Ренье
- 1990 — Бывают дни... Бывают ночи / Il y a des jours… et des lunes; режиссёр Клод Лелуш
- 1992 — Прекрасная история / La belle histoire; режиссёр Клод Лелуш
- 1993 — Все это? за это?! / Tout ça… pour ça!!; режиссёр Клод Лелуш
- 1994 — Вор и лгунья / Le Voleur et la Menteuse; режиссёр Поль Бужена
- 1997 — Случайности и закономерности / Hasards ou coïncidences; режиссёр Клод Лелуш
- 1999 — Одна за всех / Une pour toutes; режиссёр Клод Лелуш
- 2002 — А сейчас, дамы и господа? / And Now… Ladies and Gentlemen?; режиссёр Клод Лелуш
- 2003 — Ключи от машины / Les Clefs de bagnole; режиссёр Лоран Баффи
- 2004 — Род человеческий: Парижане / Le genre humain — 1: Les parisiens; режиссёр Клод Лелуш
- 2005 — Смелость любить / Le Courage d’aimer; режиссёр Клод Лелуш
- 2008 — Человек и его собака / Un homme et son chien; режиссёр Франсис Юстер
- 2012 — Право на «лево» / Les infideles